# He’s Dedicated to Roses
He’s Dedicated to Roses (kor. 그놈에게 바치는 장미) – koreańska manhwa napisana i zilustrowana przez Hwang Mi-ri. Składa się z jedenastu tomów.

## Fabuła
Jest to historia dziewczyny o imieniu Choi Ida. Firma jej ojca zbankrutowała, więc Ida wraz z rodzicami była zmuszona przeprowadzić się do willi przyjaciela pana Choi, ojca Mimi. Jednak w ten sposób zaciągnęli dług, który musieli odpracować: mama Idy została pokojówką, a jej ojciec szoferem taty Mimi. Ida stała się służącą Mimi, która bez skrupułów wykorzystywała niekorzystną sytuację dziewczyny. Aby uciec choć na chwilę od prześladowczyni, Ida przeobraża się w Choi Yodah i pewnego dnia poznaje Gang Naru.